# Fredrik Borelius
Fredrik Aron Gustav Borelius, född 2 augusti 1887 i Falun, död 2 februari 1973 i Göteborg, var en svensk folkhögskolerektor och folkbildare.

## Biografi
Borelius var son till kontraktsprosten Carl Aron Borelius och dennes andra hustru Gertrud Frank, dotter till kommendören Gustaf Erik Hyltén-Cavallius. Han gifte sig 1916 med Ester Håkansson, dotter till den ångermanländske lantbrukaren och landstingsmannen Jakob Haquin Håkansson. Han var bror till Gudmund Borelius, professor i fysik vid KTH och Aron Borelius, professor i konsthistoria vid Lunds universitet.
Efter inledande studier i medicin i Lund sadlade han om en första gång och genomgick en officersutbildning där han blev reservofficer 1909. Borelius valde dock till slut en annan bana och han tog en fil.kand. 1913 i Uppsala i ämnena filosofi, pedagogik och svensk litteratur. Under åren i Lund hade Borelius varit aktiv i den radikala studentföreningen Den yngre gubben (D.Y.G.) där socialister och liberaler samverkade för att bedriva folkbildningsarbete i syfte att understödja den då pågående demokratiseringen av Sverige. Han hade också umgåtts flitigt med "morbrodern" Nils Lundahl (gift med hans mammas halvsyster Anna Hyltén-Cavallius), som var ledande inom folkbildningsverksamheten.
Folkbildningsarbetet skulle gå som en röd tråd genom Borelius fortsatta verksamhet. Han var folkhögskollärare vid Tornedalens folkhögskola 1915-1938 och bibliotekarie vid Tornedalens bibliotek 1929–1933 och därefter rektor vid folkhögskolan i Vindeln 1938–1948. Han var också verksam som folklivsskildrare, kulturskribent, radiokåsör och ambulerande föreläsare med folkbildning som tema. Under det tjugotalet år han var verksam som folkhögskollärare i Övertorneå landskommun i Tornedalen, höll han i bygdeskolor i det som då till stora delar var väglöst land. Sina erfarenheter av den uråldriga bygdekulturen där sammanfattade han i boken Där forntiden lever - Tornedalsstudier som gavs ut 1936. Boken Gångstigsbygden som gavs ut av sonsonen Ingemar Borelius 2008 på Tornedalica, sammanfattar de artiklar Borelius gav ut om sin tid i Tornedalen.
Han var också verksam som ordförande i Degerfors kristidsnämnd 1939–1948 och som expert inom Statens utrymningskommission 1940–1944.
Borelius medverkade regelbundet som föreläsare och kåsör i Sveriges Radio från 1920-talet och han medverkade också i den nyetablerade Televisionen, där han kan ses hälsa svenska folket ett Gott nytt år i en utsändning från 1956 som har funnits på SVT:s Öppet arkiv. Han publicerade regelbundet berättelser, essäer och debattinlägg i olika norrländska tidningar och i Dagens Nyheter och han medverkade som fast kolumnist i den då liberala Stockholmstidningen under åren 1941–1950.